# Martin Nakow
Martin Nakow (bulgarisch Мартин Наков; * 4. November 2002 in Sofia) ist ein bulgarischer Eishockeyspieler, der seit März 2024 erneut beim SK Irbis-Skate in der bulgarischen Eishockeyliga spielt.

## Karriere
Martin Nakow begann seine Karriere als Eishockeyspieler in der Nachwuchsabteilung des HK ZSKA Sofia, wo er in der Spielzeit 2014/15 sein Debüt in der bulgarischen Eishockeyliga gab. Nach Stationen bei NSA Sofia und SK Irbis-Skate wechselte er 2021 zu Sportul Studențesc in die rumänische Eishockeyliga. 2022 kehrte er zu Irbis-Skate zurück und wurde 2023 mit dem Klub bulgarischer Meister. Anschließend wechselte er nach Deutschland zur EKU Mannheim Käfertal in die viertklassige Regionalliga Süd-West. Im März 2024 zog es ihn erneut zu Irbis-Skate in die Heimat und gewann am Saisonende  erneut den Titel.

### International
Im Juniorenbereich spielte Nakow für Bulgarien in der Division III der U18-Weltmeisterschaften 2017, 2018 und 2019, als der Aufstieg in die Division II gelang, sowie den U20-Weltmeisterschaften 2018, 2019 und 2020.
Mit der bulgarischen Herren-Nationalmannschaft nahm Nakow erstmals an der Olympiaqualifikation für die Winterspiele in Peking 2022 teil. Später spielte er bei den Weltmeisterschaften der Division II 2022, 2023 und 2024.

## Erfolge und Auszeichnungen
- 2019 Aufstieg in die Division II, Gruppe B, bei der U18-Weltmeisterschaft der Division III, Gruppe A
- 2023 Bulgarischer Meister mit dem SK Irbis-Skate
- 2023 Bulgarischer Meister mit dem SK Irbis-Skate